# Horather Schanze
Horather Schanze ist ein Wohnplatz im Norden der bergischen Großstadt Wuppertal.

## Lage und Beschreibung
Der Wohnplatz liegt im Osten des Wohnquartiers Dönberg im Stadtbezirk Uellendahl-Katernberg an der Landesstraße 433 (hier Horather Schanze und weiter im westlichen Verlauf Horather Straße genannt) auf einer Höhe von 286 m ü. NHN.
Benachbarte Orte sind neben Dönberg die Wohnplätze und Hofschaften Horath, Dickten, Bergmannshaus, Gemeinde, Pastorat, Hohenholz, Halbachsbusch, Lohbusch, Prinzberg, Königssiepen, Dickkothen und Auf’m Hagen.

## Etymologie und Geschichte
-rath ist ein gängiges Toponym für eine Rodung. Anton Fahne leitet dagegen Horath als verschliffene Form von den Begriff Hohe Warte  her. An diesem Ort soll es laut Fahne eine dreistufige Schanze gegeben haben, die nach seiner Ansicht und der weiterer Heimatforscher Teil einer Landwehr entweder entlang dem Deilbach oder der Barmer Linie der Bergischen Landwehr oder entlang dem Mirker Bach (Elberfelder Linie der Bergischen Landwehr) gewesen sein soll. Es sind aber bislang weder Spuren dieser Landwehren noch eine Schanze in diesem Ortsbereich zweifelsfrei nachgewiesen worden, Erwähnungen in frühneuzeitlichen Urkunden lassen aber eine Existenz einer oder mehrerer dieser Landwehren im Nahbereich vermuten.
Nach Ansicht von Wilhelm Engels gab es an dem Ort nur eine Schanze, eine Wegsperre des Vorläufers der heutigen L433. Der Name Schanze ging seiner Ansicht nach auf den Siedlungsbereich über, der sich in drei benachbarte Wohnplätze aufteilte (Obere Schanze, Mittlere Schanze und Untere Schanze).
In der lokalen Mundart wurde der Ort auch als om Hopp oder gemütlicher Fritz bezeichnet. Letztes bezog sich auf eine Gaststätte am Ort. Die Häuser auf der anderen Seite der Straße wurde auch als Mittelste Schanze bezeichnet, in der lokalen Mundart an de meddelste Schanze oder auch Ölfkeshuus genannt. Neben Mittelste Schanze lagen die Häuser om Knapp oder auch Zollstation, was auch eine Zoll- oder Mautstelle bei Horather Schanze hinweist.
Im 19. Jahrhundert gehörte der westliche Teil von Horather Schanze zu den Außenortschaften der Bauerschaft und der Kirchengemeinde Dönberg in der Bürgermeisterei Hardenberg, die 1935 in Neviges umbenannt wurde. Damit gehörte es von 1816 bis 1861 zum Kreis Elberfeld und ab 1861 zum alten Kreis Mettmann. Der östliche Ortsbereich gehörte dagegen zu der Bauerschaft Gennebreck im Amt Hasslinghausen des Landkreises Hagen (ab 1897 Kreis Schwelm, ab 1929 Ennepe-Ruhr-Kreis).
Der Ort ist auf der Topographischen Aufnahme der Rheinlande von 1824 als Horather Schanze und auf der Preußischen Uraufnahme von 1843 unbeschriftet eingezeichnet.  Auf Messtischblättern ist der Ort als Horather Schanze beschriftet.
Im Gemeindelexikon für die Provinz Rheinland von 1888 werden für das Dönberger Horather Schanze zwei Wohnhäuser mit 18 Einwohnern angegeben.
Das Gemeindelexikon für die Provinz Westfalen gibt 1885 für das Gennebrecker Schanze eine Zahl von 16 Einwohnern an, die in einem Wohnhaus lebten. 1895 besitzt der Teilort ein Wohnhaus mit zwölf Einwohnern und gehörte kirchlich zum evangelischen Kirchspiel Herzkamp, 1905 zählt der Ort ein Wohnhaus und 13 Einwohner.
Südlich von Horather Schanze verlief ein Kohlenweg von Sprockhövel nach Elberfeld, auf dem im ausgehenden 18. Jahrhundert und in der ersten Hälfte des 19. Jahrhunderts Steinkohle von den Zechen im südlichen Ruhrgebiet zu den Fabriken im Wuppertal transportiert wurde, das in dieser Zeit das industrielle Herz der Region war. Von dem Kohlenweg ist südlich von Horather Schanze ein Hohlweg im Gelände erhalten, der Franzosenweg genannt wird und dessen Einschnitt als Naturdenkmal unter Schutz steht.
Mit der Kommunalreform von 1929 wurde der südliche Teil von Dönberg abgespalten und mit weiteren, außerhalb von Dönberg liegenden Nevigeser Ortschaften in die neu gegründete Stadt Wuppertal eingemeindet, der Rest Dönbergs mit dem Dönberger Horather Schanze verblieb zunächst bei Neviges. Auch der südliche Teil von Gennebreck mit dem östlichen Horather Schanze wurde zeitgleich abgespalten und gelangte bereits in diesem Jahr zu Wuppertal.
Durch die nordrhein-westfälische Gebietsreform kam Neviges mit Beginn des Jahres 1975 zur Stadt Velbert und das restliche Dönberg mit dem westlichen Hohrather Schanze wurde ebenfalls in Wuppertal eingemeindet, so dass beide Teilorte erstmals zu einer Kommune gehörten.